# Martha Carvajalino
Martha Viviana Carvajalino Villegas, née le 6 février 1983 à Bogota, est une avocate et femme politique colombienne, membre du Parti communiste colombien (PCC).
Depuis juillet 2024, elle est ministre de l'Agriculture et du Développement rural dans le gouvernement de Gustavo Petro.

## Biographie

### Jeunesse
Martha Carvajalino a étudié le droit à l'université nationale de Colombie, dont elle sort diplômée en 2005. Elle se spécialise en droit constitutionnel.

### Carrière
En 2016, Martha Carvajalino intègre le Parquet général de la Nation, où elle officie durant sept ans comme procureur judiciaire concernant des sujets environnementaux et agraires,.
Durant plusieurs années, Martha Carvajalino a également officié comme consultante d'organismes nationaux et internationaux pour des sujets agraires et environnementaux.
Elle est vice-ministre du Développement rural entre juin 2023 et janvier 2024, nommée par la ministre Jhénifer Mojica.

### Ministre d'État
Début juillet 2024, le président Gustavo Petro remanie son gouvernement, en place depuis deux ans. Martha Carvajalino est alors annoncée pour succéder à la ministre Jhénifer Mojica. Elle prend possession de sa charge le 8 juillet 2024.